# Titto Santos
Titto Santos, nome de batismo Pericles de Araujo Costa (Manaus, 3 de setembro de 1932 - Petrópolis, 13 de setembro de 2020),  foi um jornalista, apresentador de TV  e compositor brasileiro, também chamado de "Príncipe da Noite".

## Biografia
Iniciou no Rio de Janeiro a sua carreira musical em uma boate no bairro de Copacabana. Estrearia no radialismo em 1955, na Rádio Nacional. Trabalhando posteriormente em diversas emissoras, sempre criando e apresentando programas de cultura e música, destacando-se o “Clube da Bossa Nova”, na Rádio Rio de Janeiro, que se constituiu no primeiro programa de bossa nova apresentado no rádio brasileiro. Contratado pela gravadora RCA Victor, foi o primeiro cantor da América Latina a cantar e gravar canções gregas em versão original; em 1962 foi crismado pelo arcebispo-chefe da Igreja Ortodoxa Grega na América Latina Thimoteos Rodestelou, sendo convidado pelo governo da Grécia a visitar aquele país.
Na televisão apresentaria na TV Rio, em 1965, o programa “O Príncipe da Noite”, e durante os anos de 1969 e 1970, o “Titto Santos Incrementadíssimo”, onde contava como convidados diversos artistas tais como Roberto Menescal Marcos Valle, Paulo Sérgio Valle, Érlon Chaves.
 Ainda na TV participaria como jurado nos programas de César de Alencar, na TV Excelsior, Chacrinha, na TV Globo, Flávio Cavalcanti, na TV Tupi e Silvio Santos, no SBT, além de outras incursões pelo país, principalmente em emissoras do Rio de Janeiro, São Paulo, Minas Gerais, Amazonas e Pará. Chegando, inclusive, a cantar junto com o Roberto Carlos. A primeira composição de Titto Santos chama-se "Baby, Meu Bem", em parceria com Hélio Justo, gravada por Roberto Carlos no início de sua carreira.
No cinema participou em filmes como "Um Marciano em Minha Cama", "O Libertino" e "Férias Amorosas"; entre outros.
A partir de 1970 optou por residir em Petrópolis, cidade serrana do estado do Rio de Janeiro. Nesta cidade, em 2002 estreou na TV Cidade Imperial, então filiada da TVE Brasil, o programa “Titto Santos Entre Amigos”, que lhe rendeu o Prêmio Jornalista Roberto Marinho de Comunicação, entregue pelo Lions Club Internacional, como “O Programa de Maior audiência da Região Serrana.” Em 2006, o Programa “Titto Santos Entre Amigos” passou para o Canal 14 (Serra-TV), no ar até novembro de 2007, retornando à já TV Cidade de Petrópolis, programa que ficou no ar até o dia de seu falecimento.
Titto Santos foi ainda colunista do jornal Diário de Petrópolis entre 1971 até final da década de 1980. E ainda escreveu crônicas para O Jornal e outros jornais e revistas.
Produzia shows nas churrascarias que inauguraram na cidade de Petrópolis, como o Tarrafas e a Maloca. Foi Secretário de Turismo por um breve período no governo do prefeito Paulo Gratacos. Animava e participava ativamente do outrora animado Carnaval petropolitano, e foi também um dos fundadores da Banda de Petrópolis. Ele ainda desfilava nos blocos e escolas de samba da cidade. Também foram compostas uma série de suas músicas, algumas gravadas por Marisa Barroso, Rosemary e Meninas Cantoras de Petrópolis.
Como cantor, produziu discos com músicas latino americanas, com audiência predominante em Miami, com exilados cubanos. Entre seus títulos e troféus, nacionais e internacionais, ele destacava o de "Cidadão Petropolitano" e, o de "Cidadão do Estado do Rio de Janeiro".
Sua morte se ocorreu por complicações de uma sepse cutânea e infecção de úlcera venosa; seu corpo foi sepultado no Cemitério Municipal de Petrópolis no dia 14 de setembro de 2020.

## Discografia[1]
- 1960 - “Você Errou” (William Duba/Mário Jardim e Pará) e “Ingratidão” (Mário Jardim/Luiz de Castro), com Marinho & Orquestra - arranjos: José Marinho.- Selo Sideral
- 1961 - “Você Foi” (William Duba/Geraldo Serafim) e “Se Alguém Telefonar” (AD). Arranjos: Amâncio Cardoso. - Selo Athenas
- 1963 - “Titto Santos Show”, compacto-duplo, com: A: “Coração Balançou” (Titto Santos) e “Gaivota” (Titto Santos e Hélio Justo). B: “Amor Espacial” (Titto Santos e Quirino) e “Paliá Aghápi” (“Ternura Antiga”, de Dolores Duran, versado para o idioma grego). - Selo Copacabana.
- 1963 - “Titto Santos Show” com as músicas do compacto e mais: “Valentino Bossa Nova” (Titto Santos) e “Arco-Iris nos Olhos” (Titto Santos e Moacir Bastos, no lado A. No lado B: Pouporri de músicas nacionais e internacionais.- Selo Copacabana.
- 1965 - “Hablando de Amor” -  A: “Noche de Ronda”, “Hablemos de Amor “ (Titto Santos), “Besame Mucho”, “Ella”, “Luna Rosa” e “Vereda Tropical”. B: “No más que yo”(Titto Santos), “Noche Triste” (Titto Santos), “Cubanita Chica” (Titto Santos), “La Mentira”, “Sabrá Dios” e “Perfídia”.- Selo Godell Disc.
- 1967 - “Titto Santos en Español” - A: “Caminito”, “Contigo”, “Eres del Mundo” (Titto Santos), “Tu Presencia” (Titto Santos y Gisa Costa), “Hablemos de Amor” (Titto Santos), “En San Jose” (Titto Santos), “Amor en Colon” (Titto Santos y Lena del Rio). - Selo Godell Disc.
- 1972 - “Titto Santos - O Recado Latino”  - A: “Cuando Sali de Cuba” (Luiz Aguile/Titto Santos), “Besame Mucho/Noche de Ronda”, “Hoy”, “Tu me Acostumbraste”. Lado B: “Tu Nombre és Amor” (Titto Santos y Gisa Costa), “Tu, Solo Tu”, “Ciudadano del Mundo” (Titto Santos), “Cristal”, “Luna Lunera”.- Selos Compas e Musidisc
- 1975 - “Titto Santos y su Gang - Latin Discotheque” compacto-simples, A: “Ella” (Jose A. Jimenez/Adap. Titto Santos) e B: “Besame Mucho-Noche de Ronda” (C. Velasques/ M. T. Lara/Adap. Titto Santos).
- 1976 - “Recado Latino” - Selos Compas e Musidisc
- 1976 - “Titto Santos & Sambrasil” , compacto-simples A: “Serra Maravilha” (Titto Santos e Luiz Ayrão) - B: “Breguet’s” (David Correa).- Selo Tapecar.
- 1977 - “Titto Santos - Te Amo, Te Amo, I Love Yoou” - A: “Deseo” (Raphael/Version: Robert Livi), “Te Amo, Te Amo... I Love You” (Titto Santos), “La Noche de Mi Amor” (Dolores Duran/Version: Titto Santos). “Volver, Volver” (Maldonado), “Sabor a Mi/Sabra Dios” (Alvaro Carrillo). Lado B: “Cuando Sali de Cuba”(Luiz Aguile/Adaptacion: Titto Santos), “Cariñoso” (Pixinguinha/João de Barro - Version: Titto Santos), “Cubanita Chica” (Titto Santos), “Para Lastimar mi Corazon” (Ary Barroso/Version: Titto Santos), “Yo Bebo Si” (Luiz Antonio/João do Violão-Version: Titto Santos). - Selos Compas, Godell e Musidisc.
- 1978 - “Titto Santos en Español” , compacto-simples A: “Cuando Sali de Cuba” (Luiz Aguile/Adap. Titto Santos) - B: “Mi Nostalgia” (“Lembrança”, de José Fortuna/Versão p/ espanhol: Titto Santos). Prod. Tibério Gaspar.- Selos Tapecar e Compas.
- 1979 - “Titto Santos y Orchestra”, compacto-simples: A: “Para Lastimar Mi Corazon” (Ary Barroso/Version: Titto Santos) e B: “La noche de mi amor” (Dolores Duran/Version: Titto Santos) - Selo Compas.
- 1981 - “Titto Santos” , compacto-simples - A: “Cadê o Verde?” (Titto Santos), arranjo de Vittor Santos, e B: “Coração em Chamas” (Titto Santos e Cesar Paladino), último arranjo do maestro Waldir Arouca Barros.- Selo Discosalsa.
- 1982 - “Titto Santos en español 2” - selos Compas, Tapecar e Godell Music.
- 1990 - “Titto Santos - Gringo, Ciudadano del Mundo” - A: “Solusalsa” (Titto Santos, Marku Ribas/Juvenil Santos), “Ya no Quiero” (Chico Anysio y Nonato Buzar - “Raymond”), “Um Dia de Domingo” (M. Sullivan y P. Massadas - Version: Titto Santos), “La Mentira” (Alvaro Carrillo), “Vals de Copacabana” (Titto Santos y Helio Motta). Lado B: “Gringo/Ciudadano del Mundo” (Titto Santos y Leonardo Bruno), “Bolero de Siempre” (Titto Santos y Jésus Rocha), “Nuevos Caminos” (Titto Santos y Raphael Fabiano), “Amoreciendo - Muriendo de Amor” (Titto Santos y Ana Prata), “Cobra Coral” (Titto Santos y Juvenil Santos).- Selos Cid, Compas e Multimix.
- 1999 - “Recado Latino” volumes 1 e 2 - Selos Discosalsa e Compas.
- 1999 - “Titto Santos - Te Amo, Te Amo... I Love You” - Selos Musidisc, Godell Music e Compas).
- 1999 - “Titto Santos na Jovem Guarda” - Selo Discosalsa).
- 2000 - “Titto Santos en Español-Gringo” - Selos Discosalsa e Compas)
- 2000 - “Titto Santos Entre Amigos” (Discosalsa Records e Godell Music).Participação especial: Meninas Cantoras de Petrópolis e Ronaldo Camarotta - CD: “Banda de Petrópolis” (Titto Santos e Paulinho Soares), “Medalha/Nossa Senhora” (Titto Santos/Marco Aurélio Xavier), “Un dia de Domingo” (Sullivan/Massadas/V: Titto Santos), “Coração em Chamas” (Titto Santos e Cesar Paladino), “Amoreciendo” (Titto Santos/Ana Prata), “Baby, Meu Bem” (Titto Santos), “Bolero no Canto da Boca” (Titto Santos e Jésus Rocha), “Quem Sabe Sabe, Quem Não Sabe Bate Palmas” (Titto Santos, Marku Ribas/Vittor Santos), “Ya No Quiero” (Chico Anysio/Nonato Buzar). *** 2001 - “Titto Santos Entre Amigos - Vol. 2” (Discosalsa Records e Godell Music) CD: “Coração em Chamas” (Titto Santos e Cesar Paladino), “Ingratidão” (Mário Jardim/William Duba), “Você Errou” (Mário Jardim), “Quem Sabe Sabe, Quem Não Sabe Bate Palmas” (Titto Santos/Marku Ribas/Vittor Santos), “Medalha/Nossa Senhora” (Titto Santos/Marco Aurélio Xavier), “Bolero no Canto da Boca” (Titto Santos/Jésus Rocha), “Um Dia de Domingo” (Sullivan e Massadas), “La Mentira” (Alvaro Carrillo), “Samba de Sofrer” (Titto Santos e Hélio Justo), “Valsa de Copacabana” (Titto Santos e Hélio Motta), “Gringo” (Titto Santos e Leonardo Bruno), “Réquiem à Manoela” (Titto Santos), “Baby, Meu Bem” (Titto Santos e Hélio Justo), “Amorrecendo/Morrendo de Amor” (Titto Santos e Ana Prata), “Já Não Quero” (Chico Anyzio/Nonato Buzar/Versão: Titto Santos), “Te Amo, Te Amo, Te Amo” (Titto Santos). - Selos Discosalsa e Godell.
- 2002 - “Garota de Itaipava” (Titto Santos e Roger Henri/Grav: RH-Bossa 3), “Lago do Quitandinha” (Titto Santos e Roger Henri).